# Канин
Канин (寛仁) је јапанска ера (ненко) која је настала после Чова и пре Џиан ере. Временски је трајала од априла 1017. до фебруара 1021. године и припадала је Хејан периоду. Владајући монарх био је цар Го-Ичиџо.

## Важнији догађаји Канин ере
- 5. јун 1017. (Канин 1, девети дан петог месеца): Бивши цар Санџо умире у 42 години.[3]
- 22. јануар 1018. (Канин 2, трећи дан првог месеца): Цар слави пунолетство.[4]